# Desulfosporomusa
Desulfosporomusa es un género de bacterias reductoras de sulfatos. Hasta ahora solo se conoce una especie de este género, (Desulfosporomusa polytropa).  Fisiológicamente y por la presencia de una pared celular gram-negativa, los nuevos aislamientos se asemejan a los conocidos especies de Desulfosporosinus. Sin embargo, filogenéticamente están emparentados al género gram-negativo Sporomusa perteneciente al subgrupo Selenomonas de la clase  Firmicutes. Por lo  tanto, los nuevos aislamientos revelan un nuevo linaje filogenético de bacterias reductoras de sulfato. Un nuevo género y especie, Desulfosporomusa polytropa gen. nov., sp. nov. esta propuesto.